# Bracon eucalypti
Bracon eucalypti es una especie de insecto del género Bracon de la familia Braconidae del orden Hymenoptera.

## Historia
Fue descrita científicamente por primera vez en el año 1911 por Cameron.